# Raión de Oleshky
Oleshky (en ucraniano: Олешківський район) es un raión o distrito de Ucrania en el óblast de Jersón. 
Comprende una superficie de 1759 km².
La capital es la ciudad de Oleshky.

## Demografía
Según estimación 2010 contaba con una población total de 72910 habitantes.

## Otros datos
El código KOATUU es 6525000000. El código postal 75100 y el prefijo telefónico +380 5542.